# Унтервац
Унтервац (на немски: Untervaz) е курортен град и община в Източна Швейцария. Разположен е в долината на река Рейн на 7 km на север от град Кур и на 5 km на юг от град Игис. Първите сведения за града като населено място датират от 768-800 г. под името Уаце. Населението му е 2287 души по данни от преброяването през 2008 г.